# Braine-le-Comte
Braine-le-Comte (en neerlandés:  's-Gravenbrakel, en valón: Brinne-e-Hinnot) es un municipio de Bélgica, situado en la Valonia, en la provincia de Henao.
En la actualidad, Braine-le-Comte pertenece al partido judicial de Mons, al distrito de Soignies y a la diócesis de Tournai.

## Geografía
Se ubica en la carretera que conecta Bruselas con Mons, a 24 km de esta última y a tan solo 6 km de Soignies, de Écaussinnes y de Ronquières.

### Secciones del municipio
El municipio comprende los antiguos municipios, que se fusionaron en 1977:
| - Braine-le-Comte - Hennuyères - Henripont - Petit-Roeulx-lez-Braine - Ronquières - Steenkerque |

## Demografía

### Evolución
Todos los datos históricos relativos al actual municipio, el siguiente gráfico refleja su evolución demográfica, incluyendo municipios después de efectuada la fusión el 1 de enero de 1977.
| Gráfica de evolución demográfica de Braine-le-Comte entre 1846 y 2019 |
|                                                                       |

## Toponimia
El origen de este topónimo no está del todo claro. Sin embargo, suele ponerse en relación con la palabra celta bragona, que significa « orilla cenagosa ». Este nombre probablemente haga referencia al pequeño río que atraviesa el municipio y que en la actualidad está parcialmente soterrado.
En documentos antiguos Braine-le-Comte también aparece bajo las variantes de Braina, Brennacum, Brania (1060), Braine la Wihote (1070), Brania, Wilhota (1150), Brenna, Wilhotica (1150), Braine la Villote (vers 1200), Braine (1280).

## Patrimonio
En el primer tercio del siglo XX se construyeron siete fachadas en estilo Art Nouveau sobre la calle Henri Neuman. Por otra parte, decenas de inmuebles construidos a partir de 1930 se inspiran en el estilo Art déco. Destacan distintos edificios levantados con fines escolares (la monumental École normale, la Fundación Neuman, el Ateneo) y la estación de ferrocarril, la más antigua de Bélgica que sigue todavía en actividad.

## Hermanamientos
- Braine (Francia)
- Codroipo (Italia)
- Vadu Izei (Rumanía)

## Personalidades relacionadas con la localidad
- Madame de Beyens de Grambais (finales del siglo XVIII), vecina del municipio que, durante la Revolución Francesa escondió a sacerdotes en su residencia de la calle Baja, en donde también hacía celebraba misas clandestinas[2]
- Padre Damián (1840-1889), misionero belga que mejoró sus conocimientos de francés en esta localidad.
- Émile Raguet (1854-1929), misionero belga.
- Henri Neuman, (1856-1916), senador.
- Louis-Ghislain Declercq (1865-1937), pianista, organista, carrillonero, profesor de la academia de música.
- René Lepers  (1861-1941), político, antiguo burgomaestre (1936-1939).
- Louis Catala, antiguo burgomaestre entre 1939 y 1946.
- Joseph Martel (1903-1963), antiguo burgomaestre entre 1947 y 1963.
- Marcel Lobet (1907-1992), escritor.
- Luc Declercq (1911-1997), poeta, escritor.
- Jean-Joseph Lenoir (1913-2002), político.
- Pol Laurent (Braine-le-Comte 1927 - Vaison-la-Romaine 2004), poeta, grabador, pintor, pedagogo.
- Françoise Collin (1928-2012), novelista, filósofa y feminista belga.
- Henri Desclez (nacido en 1942), escritor de tebeos.
- Eden Hazard (nacido en 1991), futbolista de la selección belga nacido en La Louvière, pero criado en Braine-le-Comte.